# Amoebozoa
Die Amoebozoa sind eine von mehreren Gruppen der Eukaryoten. Zu ihnen gehören hauptsächlich einzellige Organismen. 

## Merkmale
Alle Angehörigen der Amoebozoa haben einzellige Entwicklungsstadien, die sich im Regelfall durch eine amöboide Gestalt auszeichnen. Die morphologisch variablen Zellen können nackt oder, wie bei den Testaten Amöben (Schalenamöben), beschalt sein. Die Cristae der Mitochondrien sind meist Tubuli, die häufig verzweigt sind oder in einigen Gruppen (Taxa) auch reduziert wurden. Die meisten Arten besitzen nur einen Zellkern, andere können aber zwei oder mehrere haben. Außerdem sind Zysten sowie Zelleinschlüsse wie Parasome und Trichocysten nicht selten und werden als Unterscheidungsmerkmal genutzt. Begeißelte Entwicklungsstadien besitzen im Regelfall nur ein Flagellum, ein ursprüngliches Merkmal sind zwei Flagellae. Die Amöben pflanzen sich durch zwei- oder mehrfache Teilung fort. Bei einigen Arten erfolgt auch sexuelle Fortpflanzung. Zahlreiche Gruppen, insbesondere Myxogastria und Dictyostelia mit Dictyostelium discoideum, bilden vielkernige Zellaggregate ohne (Plasmodium) oder mit (Pseudoplasmodien) Membranen zwischen den einzelnen Zellen, die makroskopische Ausmaße erreichen können.

## Systematik
Die Amoebozoa sind neben den Opisthokonta (die unter anderem Tiere und Pilze enthalten) eine der beiden Großgruppen, die zusammen mit einigen kleineren Taxa die Amorphea bilden.
Sie wurden früher in die zwei Großgruppen der Lobosa und der Conosa eingeteilt. Nach einer neueren Einteilung von 2012 werden die Amoebozoa in folgende Gruppen gegliedert:
- Tubulinea Smirnov et al. 2005
- Discosea Cavalier-Smith et al. 2004
- Archamoebae Cavalier-Smith 1983
- Gracilipodida Lahr et al. 2011
- Multicilia Cienkowsky 1881
- Protosteliida Olive & Stoianovitch 1966, emend. Shadwick & Spiegel in Adl et al. 2012
- Cavosteliida Shadwick & Spiegel in Adl et al. 2012
- Protosporangiida Shadwick & Spiegel in Adl et al. 2012
- Fractovitelliida Lahr et al. 2011
- Schizoplasmodiida L. Shadwick & Spiegel in Adl et al. 2012
- Myxogastria Macbride 1899
- Dictyostelia Lister 1909, emend. Olive 1970 (vgl. Dictyostelium discoideum)

sowie incertae sedis: 
- Gibbodiscus
- Hartmannia
- Janickia
- Malamoeba
- Malpigamoeba
- Echinosteliopsis oligospora
- Microglomus paxillus
- Pseudothecamoeba
- Stereomyxa
- Thecochaos

## Nachweise
1. 1 2  Adl, S. M., Simpson, A. G. B., Lane, C. E., Lukeš, J., Bass, D., Bowser, S. S., Brown, M. W., Burki, F., Dunthorn, M., Hampl, V., Heiss, A., Hoppenrath, M., Lara, E., le Gall, L., Lynn, D. H., McManus, H., Mitchell, E. A. D., Mozley-Stanridge, S. E., Parfrey, L. W., Pawlowski, J., Rueckert, S., Shadwick, L., Schoch, C. L., Smirnov, A. and Spiegel, F. W. (2012), The Revised Classification of Eukaryotes. Journal of Eukaryotic Microbiology, 59: 429–514. doi:10.1111/j.1550-7408.2012.00644.x.
2. ↑  
Katharina Munk: Taschenlehrbuch Biologie: Evolution – Ökologie. 1. Auflage. Thieme Verlag, Stuttgart 2009, ISBN 978-3-1-3144-8811.